# Titan (rakieta transportowa)

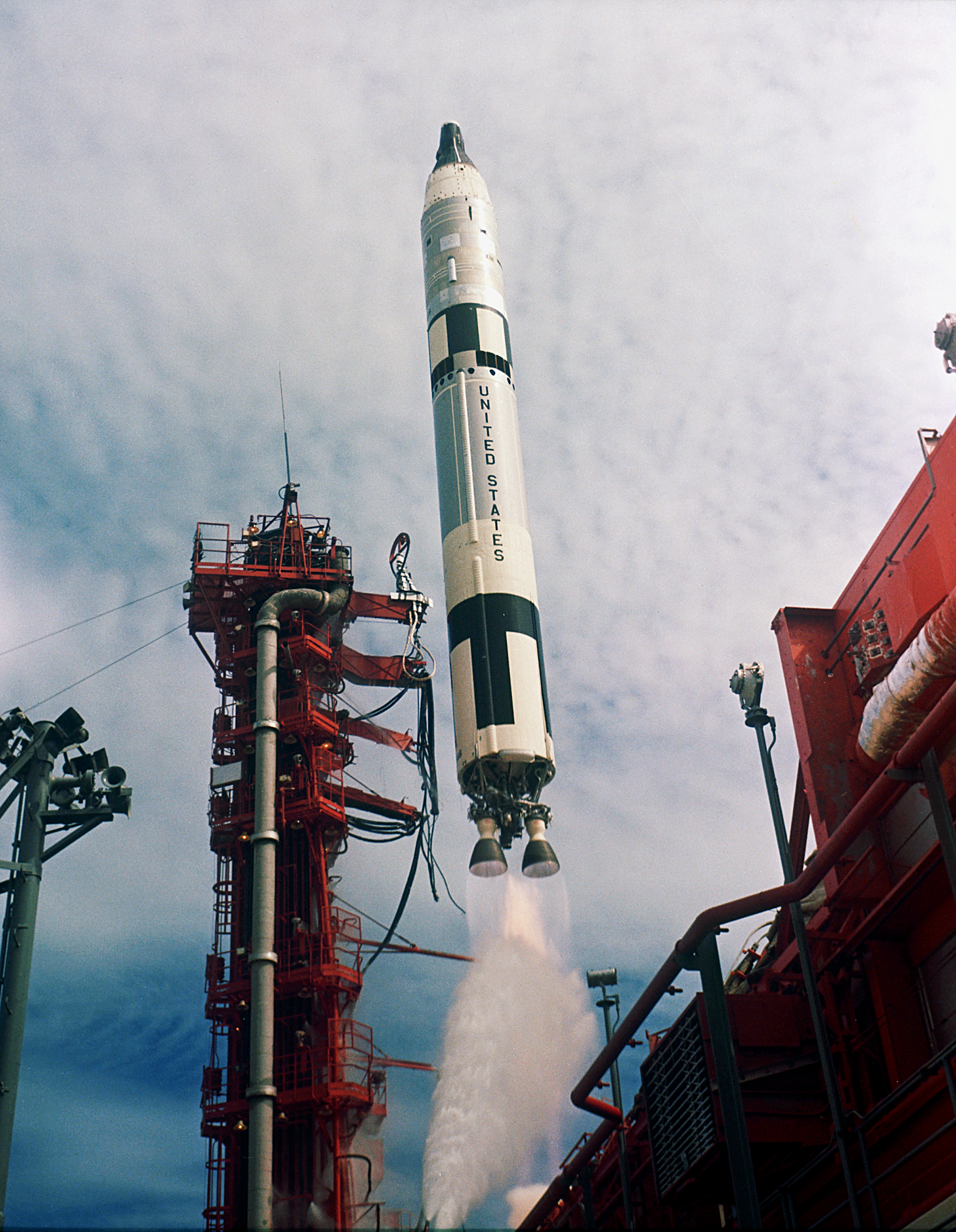
Rakieta Titan II wynosząca kapsułę Gemini.

Titan – rodzina amerykańskich transportowych rakiet kosmicznych jednokrotnego użytku. 
Większość rakiet Titan stanowi rozwinięcie pocisku balistycznego ICBM Titan II. Titan II był dwustopniowym pociskiem, wykorzystywanym przez USAF od połowy lat sześćdziesiątych do połowy lat osiemdziesiątych. W latach osiemdziesiątych część wycofywanych ze służby pocisków zmodyfikowano do roli rakiet nośnych. Ostatnia z tych zmodyfikowanych rakiet wyniosła z bazy sił powietrznych Vandenberg satelitę meteorologicznego w 2003 roku. Rakiety Titan II wykorzystywano także do wynoszenia amerykańskich załogowych pojazdów kosmicznych Gemini.

## Warianty

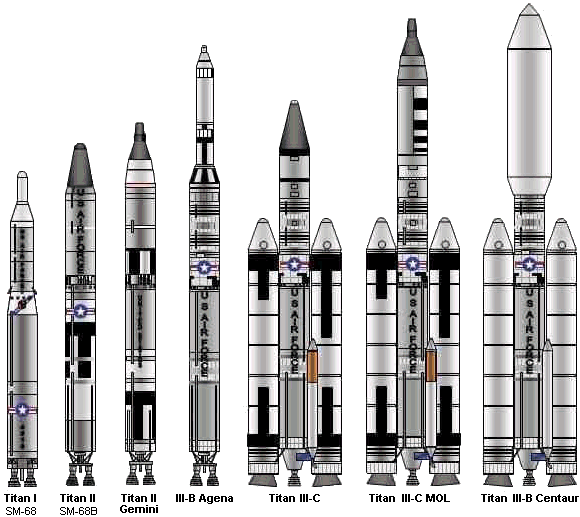
Rodzina rakiet Titan

Titan I był pierwszą rakietą z rodziny Titan. Początkowo opracowywany jako rezerwa dla opracowywanego równolegle projektu pocisków Atlas. Był dwustopniową rakietą napędzaną RP-1 i LOX. Pociski międzykontynentalne Titan i Atlas wymagały tankowania paliwa przed startem, co sprawiało, że ich odpalenie zajmowało około pół godziny.
Titan 23B i jego pochodne (24B, 33B i 34B) to rakiety Titan II ze stopniem Agena D. Były zdolne do wyniesienia ładunku 3000 kilogramów.
Titan IIIC to przedłużona wersja Titana II z opcjonalnymi silnikami wspomagającymi na paliwo stałe. Została opracowana przez USAF w celu wynoszenia ciężkich ładunków, szczególnie satelitów rozpoznania oraz komunikacyjnych. Pochodne konstrukcje rakiety (Titan IIID, Titan IIIE, Titan 34D, Commercial Titan III) wykorzystywano do wystrzelenia kilku sond kosmicznych NASA, między innymi sond Viking, Voyager i Mars Observer.
Titan IV to przedłużona wersja rakiety Titan III z rakietami wspomagającymi na paliwo stałe. Była wykorzystywana niemal wyłącznie do wynoszenia na orbitę amerykańskich ładunków wojskowych, choć wykorzystano ją także do wyniesienia międzyplanetarnej sondy Cassini po tym, jak katastrofa promu Challenger uniemożliwiła wyniesienie jej na pokładzie promu kosmicznego. Była niezwykle kosztowna w wykorzystaniu.

## Służba
Ciekły tlen stanowi duże zagrożenie w zamkniętych pomieszczeniach, takich jak silos rakietowy. Kilka rakiet Atlas i Titan I eksplodowało w swoich wyrzutniach. Producent Titana, Martin, zdołał w opracowanej wersji Titan II bez znaczącego przekonstruowywania silników pierwszego stopnia zmienić rodzaj paliwa na nadające się do długotrwałego przechowywania.

### Wypadki
W silosach rakiet Titan II doszło do kilku śmiertelnych wypadków. W sierpniu 1965 roku zginęło 53 techników, gdy zapaliło się paliwo Titana III znajdującego się w silosie w Arkansas. W latach osiemdziesiątych w innej wyrzutni Titana II w Arkansas, eksplozja wyciekającego paliwa rakietowego wyrzuciła ważącą 6000 funtów głowicę jądrową na odległość kilkuset metrów. Ten wypadek stanowił początek końca służby pocisków międzykontynentalnych Titan. 54 pozostające w służbie Titany II zostały zastąpione przez 50 pocisków LGM-118A Peacekeeper.

### Koniec służby
Skończyła się także kariera Titana jako rakiety nośnej. Ostatni start rakiety Titan IV miał miejsce w kosmodromie Vandenberg Air Force Base Vandenberg 19 października 2005 roku. Nie złożono zamówień na następne egzemplarze. Aktualny producent rakiet Titan, Lockheed Martin zdecydował się wstrzymać rozwój rakiet Titan, skupiając się na rozwijaniu serii Atlas, co oznacza, że rakiety Titan przeszły do historii. Zostały one zastąpione przez rakiety Atlas V.

### Wyrzutnie pocisków Titan
Zniszczono wszystkie wyrzutnie pocisków Titan, z wyjątkiem jednej, w pobliżu Tucson w Arizonie, w której urządzono muzeum pocisków Titan. Kompleksy startowe nr 40 i 41 znajdujące się na Florydzie zostały przebudowane pod rakiety Atlas V (LC-41) i Falcon 9 (LC-40).